# 27960 Dobiáš
27960 Dobiáš (tên chỉ định: 1997 SN1) là một tiểu hành tinh vành đai chính. Nó được phát hiện bởi Lenka Kotková ở Đài thiên văn Ondřejov gần Ondřejov, Cộng hòa Séc, ngày 21 tháng 9 năm 1997. Nó được đặt theo tên Václav Dobiáš, một nhà soạn nhạc người Séc nổi tiếng của thế kỉ 20.